# The Sims Life Stories
The Sims Life Stories (рус. The Sims Житейские истории) — компьютерная игра в жанре симулятора жизни; одна из трёх игр независимой линейки «The Sims Истории». Разработкой занималась американская компания The Sims Studio, издатель — Electronic Arts (версия для компьютеров Mac издана также Aspyr); в России игра была переведена и издана компанией «СофтКлаб». Выход состоялся 1 марта 2007 года. Цифровая версия игры также была доступна для онлайн-покупке на сайта EA Link. Игра представляет две независимые истории, которые игрок должен пройти, чтобы затем открыть доступ к режиму нелинейного симулятора жизни.
«Житейские истории» создавалась независимой от Maxis студией EA Redwood Shores на основе игрового движка The Sims 2, но при этом разрабатывалась для работы на слабых компьютерах и ноутбуках, в итоге её игровой процесс был заметно упрощён. При этом в игру добавили две сюжетные линии — «романтические комедии», после прохождения которых игрок может играть в таком же режиме, что и в The Sims 2 (см. The Sims 2#Игровой процесс). Разработчики создавали «Житейские истории» с целью рекламы The Sims 2, а также нацеливались на молодую женскую аудиторию.
Критики заметили, что игра «The Sims Истории» определённо предназначенa для людей, не имеющих опыт игры в The Sims 2. Игру можно рассматривать, как продвинутое учебное руководство. Рецензенты похвалили игру за её нетребовательные системные требования и введение сюжетных линий, но осудили игру за то, что она не позволяет играть в режиме свободной песочницы.

## Игровой процесс и сюжет
Геймплей практически полностью аналогичен The Sims 2, за некоторыми исключениями: были убраны страхи персонажей, но остались их желания. Доступен ряд возможностей, которые появились в дополнениях для The Sims 2, но в «уменьшенном виде» — существует ряд мест для отдыха, центр города, куда симы могут выезжать, возможность приглашать персонажей на свидания, мобильные телефоны. Игра также имеет ряд ограничений в виде небольшой локации, количества участков, ограничения размеров участков, ограниченного режима строительства, коллекции мебели, возможности создавать семью до четырёх человек и другое.
Особенность игр «The Sims Истории» также является сюжетный режим — игроку даётся на выбор два стандартных персонажа, у каждого из которых есть созданная сценаристами история; периодически игроку нужно выполнять необходимые по сюжету действия. Для сюжетной игры доступны два персонажа — Ритолетта Гарлоу (девушка, которая, испытывая денежные затруднения, переезжает в пригород и останавливается на время у своей тетушки) и Винсент Мур (миллионер, который приезжая из командировки ссорится со своей девушкой, не желая жениться на ней).
В самом начале игры доступна линия Ритолетты и городок, где можно создавать свои собственные семьи, как и в оригинальной The Sims 2. После прохождения истории Ритолетты до середины, открывается история Винсента. Всего в игре есть три городка, в двух из которых живёт представленный сюжетный персонаж; в них есть и места для отдыха, центр, подобно появившимся городским местам в The Sims 2: Nightlife. Загрузка игры и режим главного меню сопровождаются песней Chocolate, спетой Ванессой Корриган с музыкальным сопровождением от The Humble Brothers.

## Разработка
Sims Stories задумывалась, как новая линия игр серии The Sims, созданная на движке The Sims 2 с основной разницей в том, что игра привязана к сюжету. Её созданием занималась независимая от Maxis студия EA Redwood Shores. Разработчики решили не полностью отказаться от свободной симуляции, заметив, что после выполнения основной сюжетной линии, игрок может по прежнему играть в игру таким же способом, как в The Sims 2. Игра создавалась с учётом работы на более слабых и старых компьютерах и Род Хамл, главный геймдизайнер заметил, что она предназначена для людей, не знакомых с франшизой The Sims 2, представляя собой скорее
введение с более простым геймплеем, призванным дать возможность поверхностно познакомится с франшизой, по той же причине,
что сложная панель управления и множество возможностей симуляции в The Sims 2 отпугивали часть потенциальных игроков. По этой же причине разработчики решили отказаться от внедрения в игру системы обмена и установки дополнительных материалов. Которыми, как заметил Хамбл, предпочитают пользоваться только продвинутые игроки The Sims.
За основу сюжетных линий был взят популярный жанр романтическая комедия, чикфлик с небольшими элементами эротики. Род Хамбл заметил, что наиболее вероятно молодую женщину отпугнут многочисленные игры с непонятным и не интересным для неё содержимым, связанным с гонками, насилием. В результате из-за отсутствия какой либо альтернативы, она предпочтёт купить романтическую книгу или фильм, The Sims Life Stories по задумке разработчиков является новой альтернативой и нацелена на аудиторию молодых девушек. Первая история завязана на любовном треугольнике, где героине надо выбрать себе «истинную любовь». Вторая история, связанная с мужским персонажем и удачным карьеристом, ставит перед героем дилемму — выбрать между продвижением в карьере или любовью.

### Технические особенности
Игра не является дополнением для The Sims 2, однако использует игровой движок The Sims 2 и практически аналогичную механику игрового процесса. Life Stories создавалась, как игра, оптимизированная для игры на переносных компьютеров. Она вводит новых базовых персонажей и прохождение сюжетной линии. Созданием порта для компьютеров Mac занималась компания Aspyr. Одной из особенностей игр линейки «The Sims Истории» (к которой, помимо этой игры, относятся «Истории о питомцах» и «Истории робинзонов») является специальная оптимизация для производительной работы игры на ноутбуках. Игра по умолчанию поддерживает работу в оконном режиме и не прерывается при переключении на другие приложения; игра автоматически приостанавливается при закрытии крышки ноутбука, а в интерфейс, наряду с другими индикаторами, встроен индикатор заряда батареи ноутбука.
Действует ряд «горячих клавиш» — некоторые команды для симов (персонажей игры) создаются нажатием на определённое сочетание клавиш, например, «пойти в душ» или «поесть».

## Рецензии и оценки
| Сводный рейтинг    | Сводный рейтинг |
| Агрегатор          | Оценка          |
| ------------------ | --------------- |
| GameRankings       | 69,75 %         |
| Metacritic         | 72 %            |
| Иноязычные издания |                 |
| Издание            | Оценка          |
| Eurogamer          | 7/10            |
| GameZone           | 7,5/10          |
| IGN                | 7,3/10          |
| WorthPlaying       | 7,0/10          |
| Dark Zero          | 5/10            |
| CDAction           | 7/10            |

Средняя оценка игры на агрегаторе GameRankings составила 69,75 % на основе 20 рецензий. На сайте Metacritic, средняя оценка игры составила 72 из 100 на основе 21 отзывов. Life Stories стала самой успешной побочной игрой серии The Sims, достаточной, чтобы EA выпустила два сиквела. Даже несмотря на то, что Life Stories представляла собой ограниченную версию с The Sims 2, она привлекла игроков наличием сюжетной линии и возможностью играть на ноутбуках того времени.
Редакция Macworld заметила, что «Житейские истории» — это именно результат того, если скрестить симулятор жизни и мыльную оперу. Критик российского журнала Gameland назвал представленную историю «Домом 2» помноженным на «Отчаянных домохозяек». Редактор журнала Edge Gaming заметил, что если оригинальная The Sims походила на американские ситкомы из 50-х годов, то «Житейские истории» — это скорее пародия на «Бухту Доусона» — историю, полную подростковых драм, измен и завистливых соседей. Представитель журнала Games for Windows заметил, что игра явно ориентирована на 13-ти летних девочек и мам. Критик IGN оценил факт того, что Life Stories, как и обещали разработчики, работает на компьютерах со слабыми железом и без особых зависаний даже на максимальных настройках. Также критик оценил функцию оконного режима, позволяющего заниматься одновременно несколькими задачами на компьютере помимо игры. Тем не менее плата за производительность замечается везде — в ограниченных размерах доступных участков, ограничении в создании семьи до четырёх человек, слишком маленьких окрестностях и ограниченном выборе мебели. В целом критик заметил, что Life Stories — это игра для довольно узкого круга людей, у кого есть ноутбуки, не достаточно сильные для The Sims 2 с его дополнениями. Представитель EuroGamer предупредил, что Life Stories — это определённо не для игроков, знакомых с The Sims 2, при этом игра неплохо подойдёт тем игроках, кто ещё не был знаком с франшизой, не любит насилие и увлекается развитием сюжетных линий и любит своим опытом делится в твиттере. Редактор журнала Giochi per il mio computer аналогично заметил, что помимо сюжетной линии и оптимизации для ноутбуков, «Житейские истории» ничего оригинального не предлагает, поэтому после основного прохождения, играть в неё смыла нет и затем можно вернуться в The Sims 2 со всеми её дополнениями.
Хотя Life Stories представляет собой и облегчённую и урезанную версию The Sims 2, она по прежнему остаётся полноценной игрой со своим стилем, остроумием и необходимостью развивать отношения, работать, управлять капиталом, развивать навыки — с разницей в том, что это происходит в более чётком направлении. Инициировать общение и дружбу стало легче, как и развивать навыки. Тем не менее после завершения сюжетной линии игра становится не интересной из-за своих ограничений, таким образом представляя собой масштабное руководство для обучения The Sims 2. Критик Absolute Games назвал Life Stories казуальной версией The Sims 2 с минимальным количеством «наворотов» и идеально подходящей тем игрокам, которых «смущают тысячи тонкостей оригинального симулятора».
Критик IGN заметил, что в сравнении с The Sims 2 персонажи ведут себя более автономно. Аналогичное мнение оставил критик Worthplaying, заметив, что симы, способные самостоятельно использовать кухню и ванную комнату несомненно придутся по душе игроку, у которого стало меньше повода для стресса.
Рецензент IGN заметил, что хотя сами истории похожи на мыльные оперы, они также работают, как подробное учительское пособие, которое отлично подойдёт тем игрокам, которые не решаются начать играть в The Sims 2. Тем не менее невозможность играть в свободном режиме без необходимости пройти сюжетную линию является и серьёзным недостатком игры Life Stories. Похожее мнение выразил критик GameZone, заметив, что любителям открытого геймплея данная игра вовсе никак не понравится, тем не менее наоборот оставаясь привлекательной любителям сюжетных линий. Представитель Absolute Gamers назвал истории в игре типичной мыльной оперой, где можно составить целый список встречающихся клише, свойственных для жанра драмы и комедии, а после того, как игрок пройдёт всю историю, ему ничего не остаётся, кроме, как нажать кнопку Unistall и бежать в магазин за игрой The Sims 2.